# Anton Jörgen Andersen
Anton Jörgen Andersen (* 10. Oktober 1845 in Kristiansand, Norwegen; † 9. September 1926 in Stockholm) war ein norwegischer Komponist.
Andersen war Cellist an den Theaterorchestern von Trondhjem und Kristiania. Von 1876 bis 1911 unterrichtete er als Lehrer für Cello und Kontrabass am Konservatorium von Stockholm.
Neben Kompositionen für Männerchor und Klavierstücken verfasste Andersen eine Cellosonate (1877), ein Konzertstück für Celli und Kontrabässe sowie fünf Sinfonien, davon eine für vierzehn Celli und drei Kontrabässe.